# 피셔맨스 프렌드

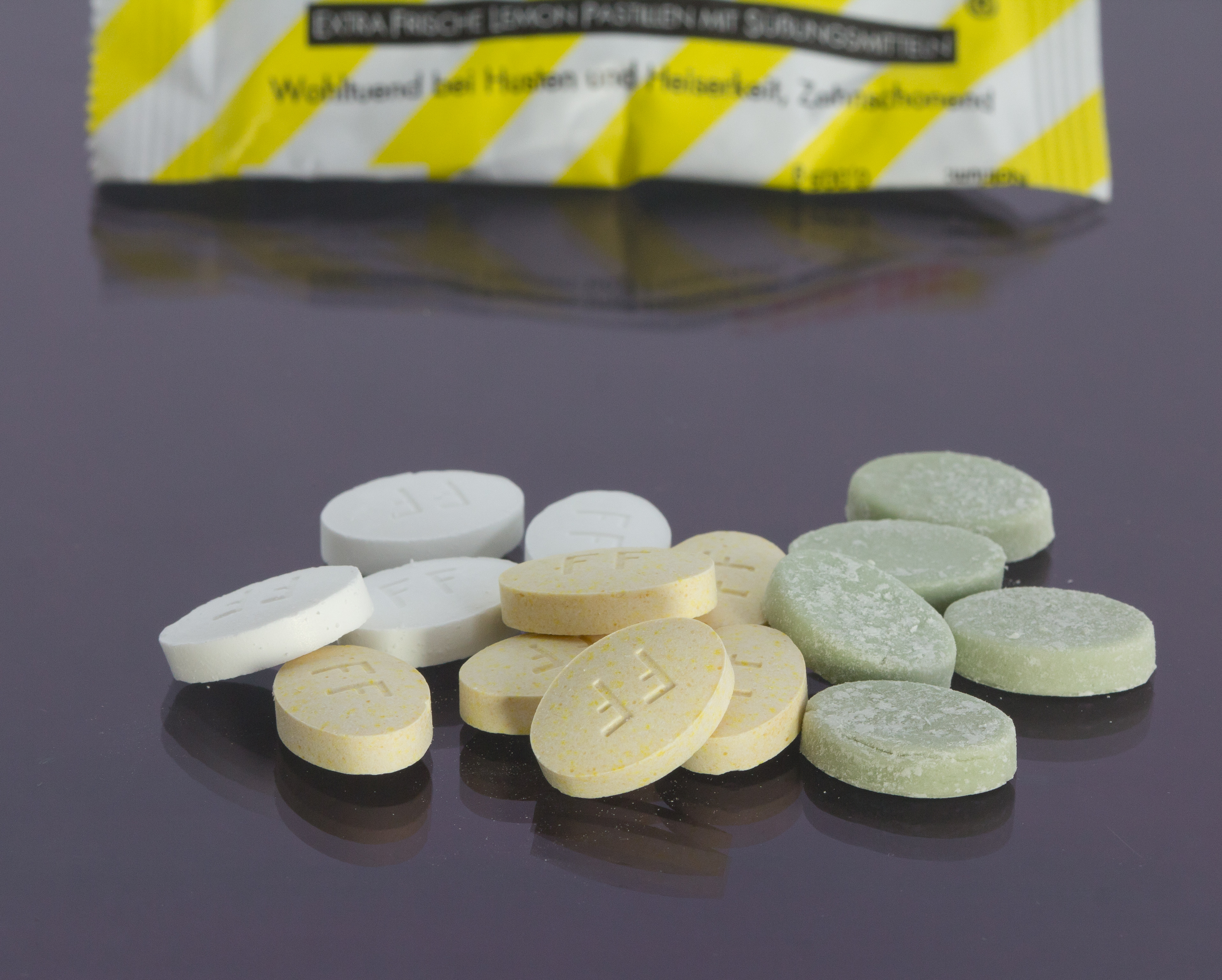
피셔맨스 프렌드

피셔맨스 프렌드(Fisherman's Friend)는 영국 랭커셔주의 플릿우드에 있는 로프트하우스 회사에서 제조한 강력한 박하뇌(menthol) 진해정 브랜드이다.

## 역사
피셔맨스 프렌드는 원래 1865년 약사 제임스 로프트하우스(James Lofthouse)가 북부 심해어장의 극한 환경에서 작업하는 어부들이 겪는 다양한 호흡기 질환을 완화하기 위해 개발한 제품이다. 로프트하우스는 이를 박하뇌와 유칼립투스 오일을 함유한 매우 강력한 액체 치료제로 개발했지만 나중에 이 액체를 작은 사탕(lozenge)으로 만들어 운반 및 관리가 더 쉽다. 제조업체에 따르면 어부들은 사탕(lozenge)을 "친구"(friend)라고 부르기 시작하여 이름이 붙여졌다.
회사는 1963년 도린(Doreen)과 설립자의 손자인 토니 로프트하우스가 결혼한 후 사업 범위를 확장했으며, 그 후 도린은 이사가 되었다. 직접 판매에서 소매업체에 의한 재고 확보로 전환되었으며 이후 1974년 처음에는 노르웨이로 해외로 확산되었으며 지역 취향에 어필하기 위해 다양한 맛이 추가되었다. 사탕의 모양은 로프트하우스 부인이 입었던 드레스의 단추를 기반으로 한 것으로 알려졌다.
영국 총리 마거릿 대처는 연설을 하다가 목이 풀렸을 때 이 제품을 사용했다고 한다. 프랑스 대통령 에마뉘엘 마크롱도 이를 사용한다. "그는 목을 찢어지게 만드는 사탕인 레 피셔맨스(les Fisherman's)에서 에너지를 찾는다. 그는 그것을 주머니와 카시트에 보관한다. 공개적으로 연설할 때는 물과 레몬 조각이 필요하다. 그리고 대선 캠페인 기간 동안 그는 그 상자를 먹어치우고 선거 본부로 배달한 것으로 알려졌다."
사탕은 생성된 이후 상대적으로 변하지 않았다. 원래의 종이 패킷은 나중에 호일로 안감을 댄 후 판지 상자에 포장되었다.
로프트하우스 오브 플릿우드(Lofthouse of Fleetwood)는 세 차례에 걸쳐 수출 공로 산업 부문 여왕상을 수상했다.